# 가우룽싱구

가우룽싱 구의 위치

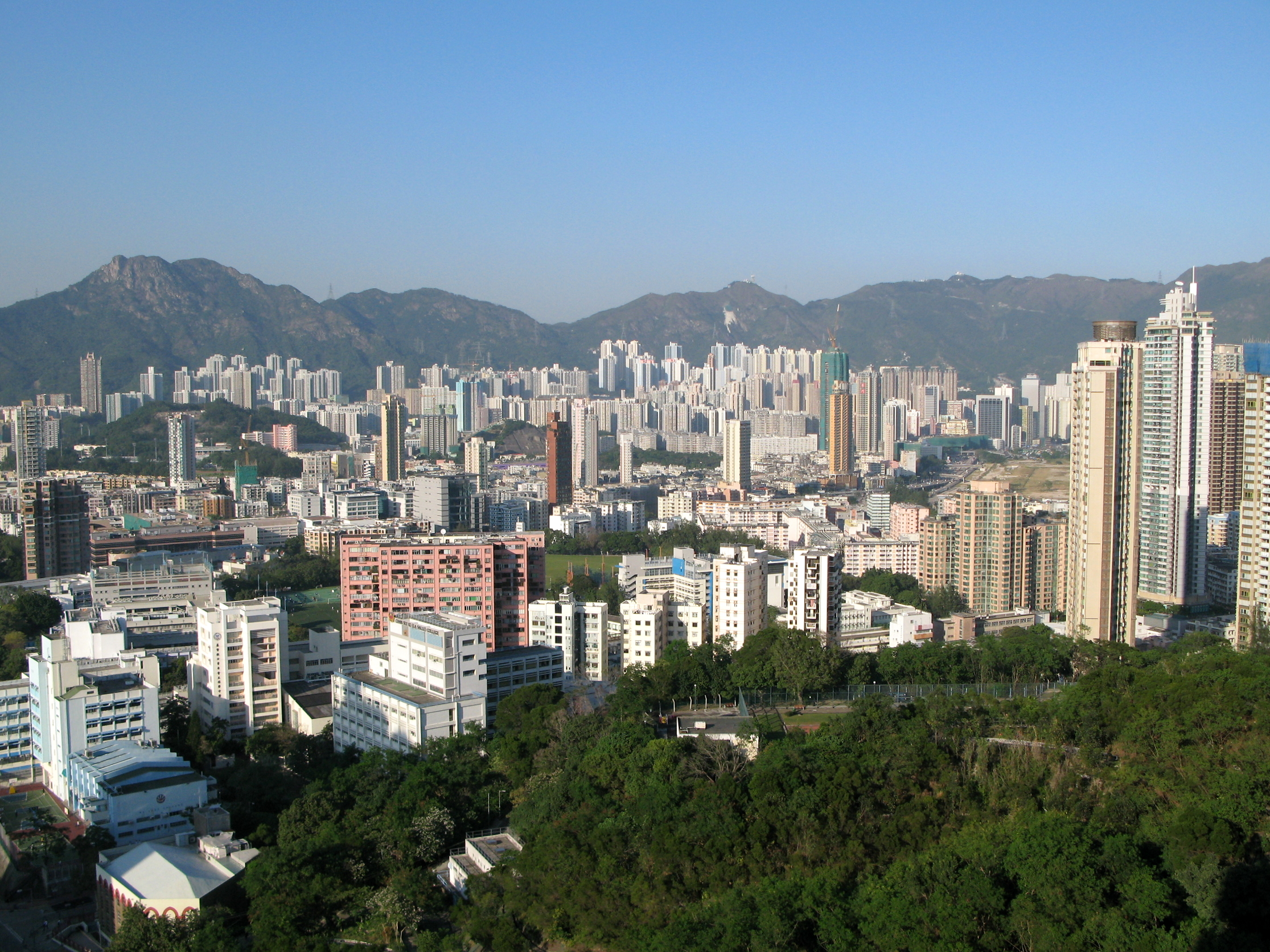
가우룽싱 구의 전경

가우룽싱구(한국어: 구룡성구, 중국어: 九龍城區, 병음: Jiǔ lóng chéng qū 주룽청[*], Kowloon City District)는 홍콩의 18개 구의 하나로, 가우룽에 있다. 면적은 9.97km2이고 인구는 2006년 기준으로 362,501명이다. 18개 구 중에서 3번째로 교육 수준이 높고, 수입은 가우룽의 구 중에서 가장 높다. 주룽청 구의 주택 지구의 인구 밀도는 상대적으로 낮다.
호만틴(何文田, Ho Man Tin), 훙함(紅磡, Hung Hom), 카이탁 공항, 가우룽통, 마타우와이(馬頭圍, Ma Tau Wai), 토우콰완(土瓜灣, To Kwa Wan), 웡보우 화원(黄埔花園, Whampoa Garden), 가우룽싱(九龍城)을 포함한다.

## 역사
가우룽싱 구는 예전에 구룡성채가 있던 곳이다. 이곳은 현재 성채 공원이 되어 있다.
예전에 홍콩의 국제공항이었던 카이탁 공항 또한 이곳에 위치했다. 이곳의 일부는 카이탁 크루즈 터미널로 재개발되었다. 1982년에 홍콩 정부는 홍콩을 18구로 나누기로 결정했고 주룽청과 훙칸과 같은 이웃 지역은 현재의 가우룽싱 구에 속하게 되었다.

## 같이 보기
- 홍콩의 지역 목록